# Glass Spider Live
Glass Spider Live es un álbum en directo del cantante y compositor británico de rock David Bowie, publicado el 23 de octubre de 2008. Es un álbum doble grabado en Sídney el 7 y el 9 de noviembre de 1987, como parte del Glass Spider Tour y publicadas primeramente en formato VHS y DVD como parte de Glass Spider. La edición especial del vídeo contiene también un doble CD grabado en otro concierto de la misma gira, en el Estadio Olímpico de Montreal el 30 de agosto de 1987.

## Lista de canciones
- Todas las canciones compuestas por David Bowie, excepto donde se indique lo contrario.

1. "Intro"/"Up the Hill Backwards"/"Glass Spider"
2. "Day-In Day-Out"
3. "Bang Bang" (Iggy Pop, Ivan Kral)
4. "Absolute Beginners"
5. "Loving the Alien"
6. "China Girl" (Bowie, Pop)
7. "Rebel Rebel"
8. "Fashion"
9. "Never Let Me Down" (Bowie, Carlos Alomar)
10. “Heroes” (Bowie, Brian Eno)
11. "Sons of the Silent Age"
12. "Young Americans"/"Band Introduction"
13. "The Jean Genie"
14. "Let's Dance"
15. "Time"
16. "Fame" (Bowie, John Lennon, Alomar)
17. "Blue Jean"
18. "I Wanna Be Your Dog" (Pop, Ron Asheton, Scott Asheton, Dave Alexander)
19. White Light, White Heat (Lou Reed)
20. Modern Love

## Personal
- David Bowie – voz
- Carlos Alomar – guitarra
- Peter Frampton – guitarra
- Carmine Rojas – bajo
- Alan Childs – batería
- Richard Cottle – sintetizadores, saxofón.
- Erdal Kizilcay – teclados, congas, violín, trompeta.